# Anolis oporinus
Anolis oporinus (зелений пімієнтський аноліс) — вид ігуаноподібних ящірок родини анолісових (Dactyloidae). Ендемік Куби.

## Поширення і екологія
Зелені пімієнтські аноліси відомі з типової місцевості, розташованої в околицях Ла-Пімієнти в провінції Сантьяго-де-Куба на сході Куби, на висоті 465 м над рівнем моря. Вони живуть в сухих тропічних лісах і заростях моготе.